# Женская сборная Тайваня по кабадди
Женская национальная сборная Тайваня (Китайского Тайбэя) по кабадди — представляет Тайвань на международных соревнованиях по кабадди. Управляющей организацией является Федерация кабадди Китайского Тайбэя (англ. Chinese Taipei Kabaddi Federation).

## Результаты выступлений

### Азиатские игры
| Год  | Победы | Ничьи | Поражения | Место |
| ---- | ------ | ----- | --------- | ----- |
| 2010 | 1      | 0     | 2         | 5     |
| 2014 | 0      | 0     | 3         | 7     |
| 2018 | 2      | 0     | 2         | 3     |